# Plaza Lotus

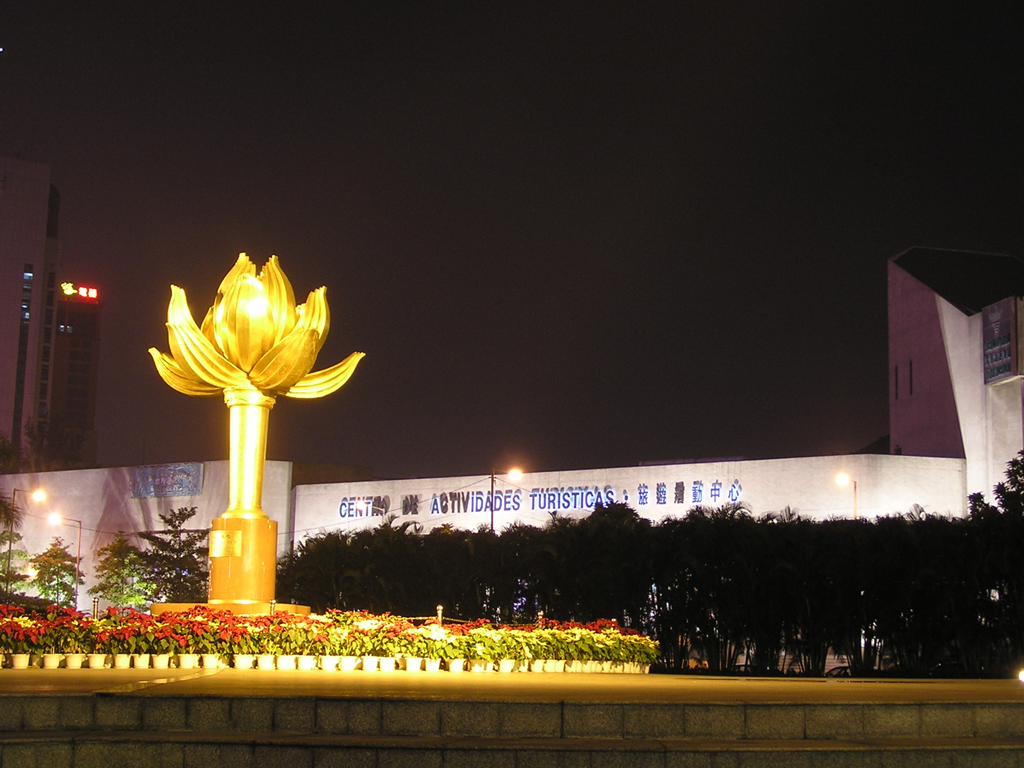
La gran escultura Flor del Loto en Plena Floración en Lotus Square, con el Centro Turístico en el fondo.

La Lotus Square o Golden Lotus Square (en chino, 金蓮花廣場; en portugués: A Praça Flor de Lodão) es una plaza pública frente al Museo del Gran Premio en la región administrativa especial de Macao, China. Contiene la gran escultura de bronce Flor del Loto en Plena Floración (en chino, 盛世蓮花) y es algo similar a la Golden Bauhinia Square de Hong Kong.

## Descripción
La escultura, hecha de bronce dorado, pesa 6,5 toneladas y tiene 6 metros de altura. El diámetro máximo de la flor es de 3,6 metros. La parte principal de la estatua se compone de un tallo, pétalos y un pistilo, con un total de 16 componentes. La base consta de 23 piezas de granito rojo en tres capas, con la forma de hojas de loto, que representan las tres partes principales del territorio: la Península de Macao, la Isla Taipa y la Isla Coloane.
La flor del loto en plena floración simboliza la eterna prosperidad de Macao. La escultura fue presentada por el Consejo de Estado de la República Popular China en 1999 para conmemorar la transferencia de la soberanía de Macao de Portugal a China. Lotus Square es en la actualidad popular entre los skateboarders por su abundancia de cornisas, bordillos y escaleras.